# Богзешть (Молдова)
Богзешть (рум. Bogzești) — село у Теленештському районі Молдови. Утворює окрему комуну.

## Населення
За даними перепису населення 2004 року у селі проживала 671 особа.
Національний склад населення села:
| Національність   | Кількість осіб | Відсоток   |
| ---------------- | -------------- | ---------- |
| молдавани румуни | 659 10         | 98,2% 1,5% |
| росіяни          | 1              | 0,1%       |
| гагаузи          | 1              | 0,1%       |
| Всього           | 671            | 100%       |